# Renata Mohorič
Renata Mohorič, slovenska pevka zabavne glasbe in udeleženka pevskih resničnostnih oddaj, * 1985
Znana je kot pevka pop-rock skupine I.C.E. Diplomirala je na Fakulteti za organizacijske vede v Kranju. Delala je z glasbeniki, kot so Nejc Ušlakar in Matevž Šalehar.

## Festivali
EMA
- 2019: "Three Bridges" 9. mesto

## Resničnostne oddaje
- 2003: Bodi idol na Net TV 2. mesto
- 2016: Znan obraz ima svoj glas